# Cecilie Fiskerstrand
Cecilie Fiskerstrand, née le 20 mars 1996 à Lørenskog, est une footballeuse internationale norvégienne, qui joue au poste de gardienne de but à l'ACF Fiorentina.

## Biographie

### Parcours en club
Le 24 juin 2012, Fiskerstrand dispute son premier match professionnel avec l'équipe du Fortuna Ålesund contre Sola, la rencontre se concluant sur un score nul (3-3).
Elle fait sa 100e apparition en Toppserien lors du match avec le LSK Kvinner les opposant à Vålerenga.

### Parcours en équipe nationale
Elle commence sa carrière internationale avec l'équipe A le 17 janvier 2014, lors d'un match contre l'Angleterre se soldant par un nul (1-1).
Elle est sélectionnée dans le groupe des 23 joueuses de l'équipe de la Norvège en tant que gardienne titulaire pour la Coupe du monde féminine de 2023.

## Palmarès

### En club

#### AvecLillestrøm
- Championne de Norvège en 2015 et 2016
- Vainqueur de la Coupe de Norvège en 2015 et 2016